# Doliocarpus pipolyi
Doliocarpus pipolyi är en tvåhjärtbladig växtart som beskrevs av G. Aymard C. Doliocarpus pipolyi ingår i släktet Doliocarpus och familjen Dilleniaceae. Inga underarter finns listade i Catalogue of Life.